# Promachos (Soldat)
Promachos (* 4. Jahrhundert v. Chr.; † 324 v. Chr.) war ein einfacher Soldat im Heer Alexanders des Großen, der bald nach seinem Sieg in einem Trinkwettbewerb an Alkoholvergiftung starb.
Als Alexander der Große sich 324 v. Chr. auf dem Rückweg von seinem Indienfeldzug in der persischen Stadt Susa aufhielt, erkrankte der zu seinem Gefolge gehörige indische Gymnosophist Kalanos und schied durch Selbstverbrennung auf einem Scheiterhaufen freiwillig aus dem Leben. Alexander feierte den Tod des Kalanos, wie dieser gebeten hatte, mit einem Zechgelage. Darüber berichtete Chares von Mytilene in seinem nicht erhaltenen, mindestens zehnbändigen Werk über Alexander, aus dem aber Plutarch und Athenaios schöpften. Demnach fand beim Gelage anlässlich Kalanos’ Tod auch ein Trinkwettbewerb statt, und für den Sieger wurde ein Talent als Preis ausgelobt. Diese Prämie konnte der makedonische Soldat Promachos erringen, nachdem er angeblich etwa 13 Liter ungemischten Weins getrunken hatte. Der hohe Alkoholkonsum bewirkte aber bereits nach wenigen Tagen seinen Tod. Auch 41 weitere Personen, die an dem Wettkampf teilgenommen hatten, sollen den Folgen des übermäßigen Weingenusses erlegen sein.